# ترابری دریایی

یک کشتی کانتینری در هامبورگ آلمان

ترابری دریایی فرایند ترابرد و جابجایی افراد، کالاها و غیره است که می‌تواند به‌وسیله قایق، کشتی و دیگر شناورها از روی دریاها، اقیانوس‌ها، دریاچه‌ها، کانال‌ها و رودخانه‌ها است. این جابجایی بیشتر برای مقاصد بازرگانی، تفریحی و نظامی انجام می‌گیرد.
ترابری دریایی از مهم‌ترین روش‌های ترابری است که در سراسر جهان مورداستفاده قرار می‌گیرد. این روش ترابری قرن‌هاست که در ترابری کالا و مسافر به انسان یاری رسانده تا علاوه بر سفر، به تجارت نیز بپردازد. به‌دلیل به‌صرفه بودن لجستیک و ترانزیت دریایی نسبت به ترابری هوایی، روش ترابری دریایی از مهم‌ترین انتخاب‌های تجار و فعالان اقتصادی است و باوجود توسعه روش‌های ترابری، ترابری دریایی همچنان در اولویت انتخاب فعالان حوزه کسب‌وکار است و براساس آمارهای موجود بیش از ۸۰ درصد ترابری در جهان از طریق دریا انجام می‌شود.
هر ماده ای را می‌توان با آب جابجا کرد. با این حال، ترابری آب زمانی غیر عملی می‌شود که تحویل مواد مانند انواع مختلف محصولات فاسد شدنی از نظر زمانی حیاتی باشد. با این حال، ترابری آبی با محموله‌های برنامه‌ریزی شده منظم، مانند ترابری فرا اقیانوسی محصولات مصرفی - و به ویژه برای بارهای سنگین یا محموله‌های فله، مانند زغال‌سنگ، کک، سنگ معدن، یا غلات بسیار مقرون به صرفه است. مسلماً، انقلاب صنعتی اولین تأثیرات خود را در جایی داشت که ترابری ارزان آب از طریق کانال، ناوبری یا ترابری با انواع کشتی‌های آبی در آبراه‌های طبیعی از ترابری فله مقرون‌به‌صرفه پشتیبانی می‌کرد.

## روش‌های ترابری
در سال ۲۰۱۵، ۱۰۸ تریلیون تن کیلومتر در سراسر جهان جابه‌جا شد که ۷۰ درصد از طریق دریا، ۱۸ درصد از طریق جاده، ۹ درصد از طریق راه‌آهن، ۲ درصد از طریق آبراهه‌های داخلی و کمتر از ۰٫۲۵٪ از طریق هوا انجام شد. بر اساس آمار اتحادیه اروپا، که یکی از بزرگ‌ترین بازارهای تجاری در جهان است، در سال ۲۰۲۲، ترابری دریایی ۵۱٫۵ درصد، ترابری هوایی ۱۹٫۴ درصد و ترابری خشکی ۲۹٫۱ درصد از ارزش کل تجارت کالا را تشکیل می‌داد.

## ابداع کانتینر
کانتینری‌سازی، ترابری دریایی را از دهه ۱۹۷۰ متحول کرد. کانتینری‌سازی چندین قرن پیش آغاز شد، اما تا پس از جنگ جهانی دوم، به خوبی توسعه نیافته یا به‌طور گسترده به کار گرفته نشده بود، کانتینرسازی هزینه‌های ترابری را به‌طور چشمگیری کاهش داد، موجب رونق تجارت بین‌الملل پس از جنگ شد و عنصر اصلی جهانی شدن بود. کانتینری‌سازی مرتب‌سازی دستی بیشتر محموله‌ها و نیاز به انبارهای جلوی اسکله را حذف کرد همچنین کانتینرسازی ازدحام در بندرها را کاهش داد، زمان ترابری را به میزان قابل توجهی کوتاه کرد و تلفات ناشی از آسیب و سرقت را کاهش داد.